# Боладжури
Боладжури (груз. ბოლაჯური) — село в Грузии, на территории Адигенского муниципалитета края (мхаре) Самцхе-Джавахети.

## География
Село находится в южной части Грузии, к северу от реки Кваблиани, на расстоянии 4 километров (по прямой) к востоку от посёлка городского типа Адигени, административного центра муниципалитета. Абсолютная высота — 1221 метр над уровнем моря.

## Население
По результатам официальной переписи населения 2014 года, в Боладжури проживало 770 человек (397 мужчин и 373 женщины). В национальной структуре населения грузины составляли 99,9 %, русские — 0,1 %.
| Год  | Население, человек |
| ---- | ------------------ |
| 2002 | 946                |
| 2014 | ↘ 770              |